# José María Raquejo Acosta
José María Raquejo Acosta grabador y litógrafo que trabajo en Sevilla durante la segunda  mitad del siglo XIX, en la imprenta y editorial de Juan Moyano. Sus trabajos los firmaba como "J. Raquejo".

## Ediciones que incluyen sus ilustraciones
En la Biblioteca Nacional de España se conserva una colección de 21 láminas de toreros famosos que ilustraron la segunda edición de los Anales del Toreo que José Velázquez Sánchez publicó en 1873.
Raquejo fue autor de una reproducción facsímil del manuscrito de Santa Teresa de Jesús, El Castillo Interior o Tratado de las Moradas conservado en el Convento de San José de Sevilla, publicado con motivo del tercer centenario de la muerte de la Santa,  por iniciativa del  Arzobispo de Sevilla Fr. Joaquín Lluch. 
Edición facsímil autografiada por José Mª Raquejo y Acosta, en la editorial de J. Moyano, 1882

## Dibujos deJosé María Chávez Ortiz(1839-1903) grabados por J. Raquejo
- SUERTE DE RECIBIR por J. Raquejo (grab.) 1873.
- CITA DE BANDERILLAS DE FRENTE por J. Raquejo (grab.) 1873.
- CITA DE UNA SUERTE DE VARA por J. Raquejo (grab.) 1873.
- CAÍDA DE UN PICADOR por J. Raquejo (grab.) 1873.
- RECARGA EN SUERTE DE VARA por J. Raquejo (grab.) 1873.
- SALTO DE GARROCHA por J. Raquejo (grab.) 1873.
- CENTRO DE UNA SUERTE DE VARA por J. Raquejo (grab.) 1873.
- EL DIESTRO SE DIRIJE A MATAR EL TORO por J Raquejo (grab.) 1873.
- CAPEO POR DETRÁS por J. Raquejo (grab.) 1873.
- ECHAN PERROS AL TORO por J. Raquejo (grab.) 1873.
- BRINDA EL DIESTRO por J. Raquejo (grab.) 1873.
- SUERTE DE MULETA AL NATURAL por J. Raquejo (grab.) 1873.
- DESCABELLO por J. Raquejo (grab.) 1873.
- SUERTE DE VERÓNICA por J. Raquejo (grab.) 1873.
- SUERTE DE MULETA CAMBIANDO por J. Raquejo (grab.) 1873.
- SUERTE DE VOLAPIÉ por J. Raquejo (grab.) 1873.
- CITA PARA PASAR DE MULETA por J. Raquejo (grab.) 1873.
- PUNTILLA por J. Raquejo (grab.) 1873.
- SUERTE DEL TRASCUERNO por J. Raquejo (grab.) 1873.
- SUERTE DE BANDERILLAS CUARTEANDO por J. Raquejo (grab.) 1873.